# Ed Schultz
Pour les articles homonymes, voir Schultz.
Edward Andrew Schultz, dit Ed Schultz, né le 27 janvier 1954 à Norfolk (Virginie) et mort le 5 juillet 2018 à Washington (district de Columbia), est un animateur de radio et de télévision américain, commentateur politique de gauche et commentateur sportif. 

## Biographie
Ed Schultz anime l'émission politique The Ed Show (en), diffusée en fin de semaine sur la chaîne d'information en continu MSNBC, et l'émission de radio The Ed Schultz Show.